# Sites mégalithiques du Val-d'Oise

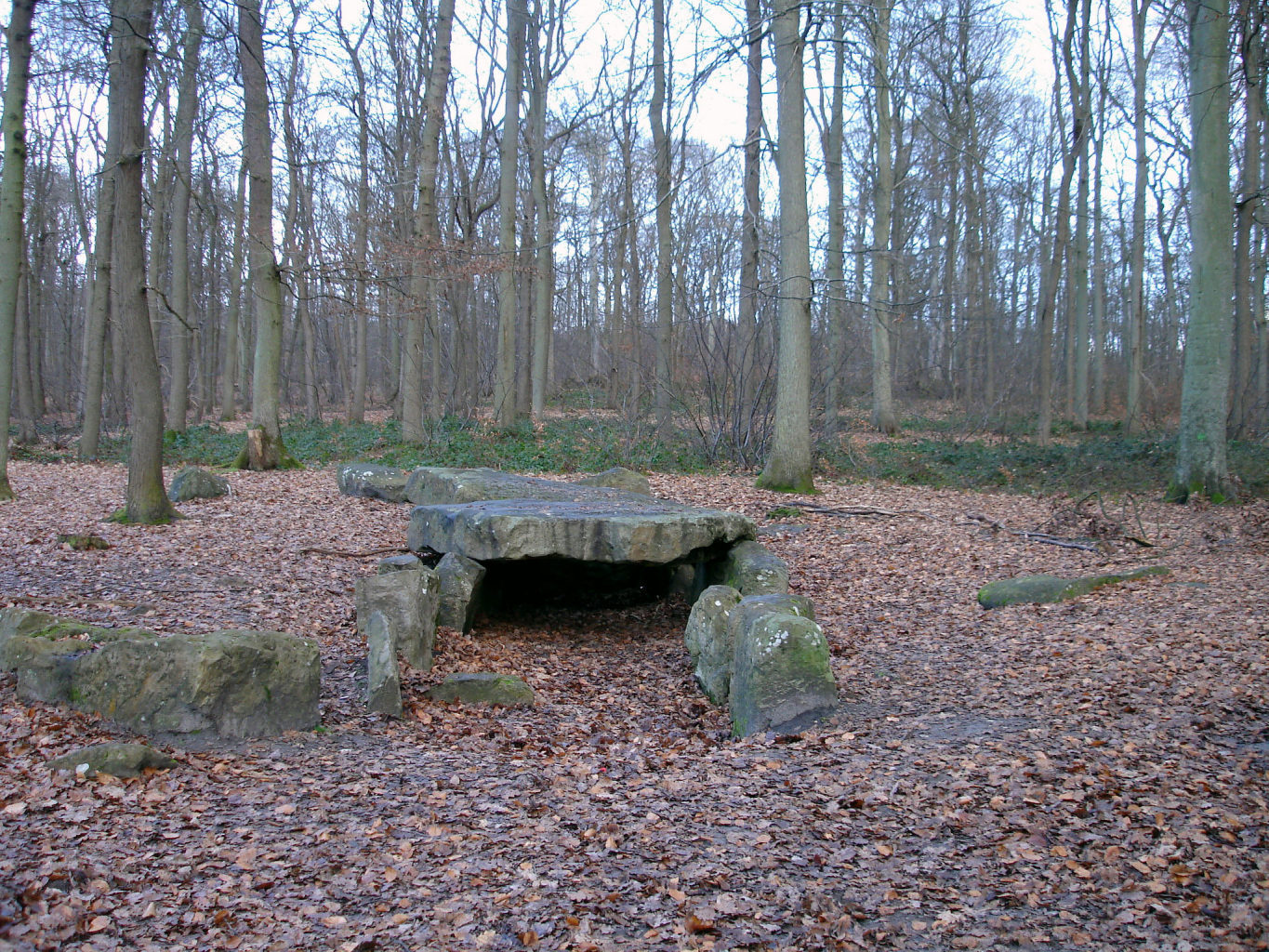
La Pierre Turquaise, située à Saint-Martin-du-Tertre en forêt de Carnelle, est le plus important monument mégalithique d'Île-de-France.

Le Val-d'Oise ne compte plus désormais que quinze sépultures collectives et huit menhirs, en raison des nombreuses destructions dont ils ont été victimes. Depuis 1800, au moins treize allées couvertes et cinq menhirs ont été démontés ou débités en pavés. Les préhistoriens estiment que le département a pu compter au Néolithique final au moins trois cents structures funéraires collectives, chiffres plus en adéquation avec la démographie estimée de cette époque.

## Principales caractéristiques
| \| Cergy Pontoise Argenteuil Sarcelles \| Répartition géographique des mégalithes |
| Cergy Pontoise Argenteuil Sarcelles                                               |

Les monuments mégalithiques du Val-d'Oise se répartissent dans les trois grandes régions naturelles du département : Vexin français, Pays de France, Parisis. 
Le type de monument le plus représenté dans le département est l'allée couverte de type groupe Seine-Oise-Marne. Ces allées couvertes enterrées se caractérisent par des dimensions assez variables, de 5 m à 17 m de longueur. Elles sont constituées de dalles de grès ou de calcaire, très abondants dans la région.
Les dolmens, essentiellement concentrés dans le nord-ouest de l'Île-de-France, ont été édifiés en rebord de plateau et à flanc de coteau, dominant des cours d'eau ou des vallées sèches débouchant sur une rivière.
Les menhirs rescapés sont tous isolés et situés en hauteur, à proximité de cours d'eau ou au départ de vallées sèches. Leurs dimensions et orientations sont très variables.

## Inventaire non exhaustif
| Monument                                | Commune                | Remarque                                                      | Protection       | Coordonnées                                                                             | Illustration                            |
| --------------------------------------- | ---------------------- | ------------------------------------------------------------- | ---------------- | --------------------------------------------------------------------------------------- | --------------------------------------- |
| Pierre Levée                            | Aincourt               | menhir probable                                               | détruit          |                                                                                         |                                         |
| Allée couverte des Déserts              | Argenteuil             | autre nom Allée couverte de la Butte-Vachon                   | Classé MH (1943) | 48° 57′ 08″ N, 2° 16′ 57″ E                                                             | Allée couverte des Déserts              |
| Allée couverte de l'usine Vivez         | Argenteuil             |                                                               | détruite         |                                                                                         |                                         |
| Allée couverte de la côte du Libéra     | Arronville             | autres noms Dolmen du Bois de la Garenne, Dolmen de la Garine | Classé MH (1963) | 49° 09′ 45″ N, 2° 07′ 12″ E                                                             | Allée couverte de la côte du Libéra     |
| Pierre de Saint-Martin                  | Bellefontaine          | menhir                                                        | détruit          |                                                                                         |                                         |
| Pierre Longue                           | Bellefontaine          | menhir                                                        |                  | 49° 05′ 12″ N, 2° 28′ 44″ E                                                             | La Pierre Longue                        |
| Polissoir de la Remise du Grand Atelier | Bellefontaine          |                                                               |                  | 49° 05′ 18″ N, 2° 28′ 17″ E                                                             |                                         |
| Polissoir de Sainte-Radegonde           | Bouffémont             |                                                               |                  | 49° 02′ 00″ N, 2° 17′ 13″ E                                                             |                                         |
| Pierre-Fouret                           | Cergy                  | autres noms Menhir de Gency ou Palet-de-Gargantua             | Classé MH (1889) | 49° 02′ 33″ N, 2° 02′ 43″ E                                                             | La Pierre-Fouret                        |
| Alignements du Bois de la Tour du Lay   | Champagne-sur-Oise     | 3 alignements                                                 | disparus         |                                                                                         |                                         |
| Menhirs des Basses-Coutures             | Champagne-sur-Oise     | 2 menhirs                                                     |                  |                                                                                         |                                         |
| Pierres qui tournent                    | Chars                  | menhirs                                                       | détruits         |                                                                                         |                                         |
| Allée couverte de Bézu                  | Chérence               |                                                               | détruite         |                                                                                         |                                         |
| Haute Borne                             | Ennery                 | menhir probable autre nom Pierre Druidique                    |                  | 49° 04′ 24″ N, 2° 06′ 12″ E                                                             |                                         |
| Pierre de Saint-Martin                  | Gadancourt             | polissoir autre nom Pas de Saint-Martin                       |                  | 49° 05′ 41″ N, 1° 51′ 38″ E                                                             | Pierre de Saint-Martin                  |
| Allée couverte de la Ferme Duport       | Guiry-en-Vexin         |                                                               |                  | enfouie                                                                                 |                                         |
| Allée couverte du Bois-Couturier        | Guiry-en-Vexin         |                                                               | Classé MH (1958) | 49° 07′ 04″ N, 1° 50′ 39″ E                                                             | Allée couverte du Bois Couturier        |
| Polissoir de la Picarde                 | Hédouville             |                                                               |                  | détruit                                                                                 |                                         |
| Grande Pierre de Jouy                   | Jouy-le-Moutier        | menhir                                                        | Classé MH (1976) | 49° 01′ 17″ N, 2° 02′ 06″ E                                                             | Grande Pierre de Jouy                   |
| Allée couverte de la Chapelle           | Labbeville             | autre nom Allée couverte de Menouville                        |                  |                                                                                         |                                         |
| Allée couverte du Grand Compant         | Luzarches              |                                                               | détruite         |                                                                                         |                                         |
| Mégalithes de Thimécourt                | Luzarches              |                                                               | disparus         |                                                                                         |                                         |
| Pierre de la Vigne-des-Grès             | Menouville             | menhir                                                        |                  | 49° 09′ 35″ N, 2° 05′ 20″ E                                                             |                                         |
| Allée couverte de l'Abbaye du Val       | Mériel                 |                                                               | détruite         |                                                                                         |                                         |
| Allée couverte de Copierres             | Montreuil-sur-Epte     | autre nom Dolmen Vielle Cote                                  | Classé MH (1895) | 49° 09′ 49″ N, 1° 41′ 06″ E                                                             | Allée couverte de Copierres             |
| Allée couverte du Val-Pendant           | Nerville-la-Forêt      | autre nom Allée couverte de la Justice                        | détruite         |                                                                                         |                                         |
| Polissoir de la Tour du Lay             | Nesles-la-Vallée       |                                                               | Classé MH (1976) | 49° 08′ 55″ N, 2° 11′ 32″ E                                                             | Polissoir de la Tour du Lay             |
| Allée couverte des Luyats               | Nucourt                |                                                               | détruite         |                                                                                         |                                         |
| Trou à Morts                            | Parmain                |                                                               | Classé MH (1974) | 49° 08′ 08″ N, 2° 11′ 49″ E                                                             | Trou à Morts                            |
| Allée couverte de Persan                | Persan                 |                                                               | détruite         |                                                                                         |                                         |
| Allée couverte du Blanc Val             | Presles                |                                                               | Classé MH (1951) | 49° 06′ 13″ N, 2° 17′ 01″ E                                                             | Allée couverte du Blanc Val             |
| Coffre mégalithique de Bellevue         | Presles                |                                                               |                  | 49° 06′ 51″ N, 2° 16′ 36″ E                                                             | Coffre mégalithique de Bellevue         |
| Dolmen de la Pierre Plate               | Presles                | allée couverte                                                | Classé MH (1932) | 49° 06′ 33″ N, 2° 15′ 44″ E                                                             | Dolmen de la Pierre Plate               |
| Allée couverte du Fayel                 | Saint-Clair-sur-Epte   |                                                               |                  | 49° 11′ 44″ N, 1° 40′ 55″ E                                                             |                                         |
| Pierres Tournantes                      | Saint-Clair-sur-Epte   | mégalithe indéterminé                                         | disparu          |                                                                                         |                                         |
| Menhir de Saint-Martin-du-Tertre        | Saint-Martin-du-Tertre |                                                               |                  | 49° 06′ 15″ N, 2° 18′ 56″ E                                                             |                                         |
| Pierre Turquaise                        | Saint-Martin-du-Tertre | allée couverte                                                | Classé MH (1900) | 49° 06′ 20″ N, 2° 18′ 49″ E                                                             | Pierre Turquaise                        |
| Polissoir des Ronces                    | Santeuil               |                                                               | disparu          |                                                                                         |                                         |
| Menhir de Gaillonnet                    | Seraincourt            |                                                               | Classé MH (2017) | 49° 01′ 28″ N, 1° 52′ 22″ E                                                             |                                         |
| Allée couverte de Dampont               | Us                     |                                                               |                  | déplacée au Musée Tavet-Delacour 49° 03′ 04″ N, 2° 05′ 59″ E                            | Allée couverte de Dampont               |
| Allée couverte du cimetière des Anglais | Vauréal                |                                                               | Classé MH (1969) | 49° 01′ 51″ N, 2° 01′ 45″ E                                                             | Allée couverte du cimetière des Anglais |
| Pierre-Droite                           | Vétheuil               | menhir ?                                                      |                  | 49° 04′ 32″ N, 1° 41′ 14″ E                                                             |                                         |
| Polissoir des Manches                   | Vigny                  |                                                               |                  |                                                                                         |                                         |
| Polissoir du Bois-du-Louard             | Vigny                  |                                                               |                  | déplacé dans le jardin du Musée archéologique du Val-d'Oise 49° 06′ 30″ N, 1° 50′ 58″ E |                                         |